# Ратуша Шеффилда
Ратуша Шеффилда (англ. Sheffield City Hall) — объект культурного и исторического наследия в городе Шеффилд, Англия. Содержит несколько залов, среди которых Овальный Концертный зал (вместимостью более 2000 человек) и бальный зал.
Располагается на одной из главных площадей города — Баркер Пул, неподалёку от Военного мемориала.
Здание было спроектировано в 1920 году Эммануэлем Винсентом Харрисом, но было возведено только в 1932 году. Во время бомбардировок Второй мировой войны одна из бомб повредила колонны ратуши. Следы того взрыва можно до сих пор наблюдать на колоннах и стенах.
В 2005 году городская ратуша и её пристройки были отреставрированы на сумму в £12,5 миллионов.
Ратушей управляет фонд Sheffield City Trust в соответствии с 99-летним арендным договором.